# Jean II d'Estrées
Pour les articles homonymes, voir Maréchal d'Estrées et Estrées.
Jean II d'Estrées, comte d'Estrées, né en 1624 à Soleure (Suisse) et mort à Paris en 1707, est un maréchal de France, grand capitaine de guerre de la marine de Louis XIV, qui fut vice-roi de la Nouvelle-France.

## Biographie

### Origines et famille
Jean d'Estrées, issu de la maison d'Estrées, une famille de la noblesse picarde, est né le 3 novembre 1624 à Soleure, canton de la Confédération suisse, résidence à cette époque des ambassadeurs de France. Il est le deuxième fils de François-Annibal Ier, duc d'Estrées, maréchal et pair de France en 1663, et de sa première femme, Marie de Béthune (1602-1628), fille de Philippe de Béthune, comte de Selles, frère cadet du duc de Sully. Il est donc à la fois le neveu de Gabrielle d'Estrées, favorite d'Henri IV, et un descendant de la maison de Béthune, une des plus anciennes familles nobles de France, dont l'origine remonte au Xe siècle. De l'union des parents de Jean naissent deux autres fils :
- l'aîné, François-Annibal II d'Estrées (1623-1687), qui hérite du titre de duc d'Estrées en 1670 ;
- le benjamin, César d'Estrées (1628), évêque de Laon, duc et pair de France, commandeur de l'ordre du Saint-Esprit.

### Premières armes
Comme son père, Jean se lance très tôt dans la carrière des armes. À 23 ans il devient colonel du régiment de Navarre, à 25 ans, maréchal de camp et à 33 ans, lieutenant général. Il sert sous les ordres du Grand Condé à Lens le 20 août 1648. Puis sert avec Turenne en Lorraine en 1652 et 1653 puis en Flandre. Il est fait prisonnier à Valenciennes en 1656. Il soutient la famille royale durant le Fronde. Durant la guerre de Dévolution, il se brouille avec Louvois (ce qui l'empêche d'accéder aux commandements les plus élevés) et, sur les conseils de Colbert avec lequel il entretient de bonnes relations, il quitte l'armée de terre pour la Royale en 1668. Il y retrouve son cousin le duc de Beaufort, grand-maître de la navigation, qui va aider à son intégration. Colbert est ravi de pouvoir faire une telle acquisition pour la Marine qu'il s'agissait à l'époque de créer plutôt que de rétablir.

### Service dans la Marine royale
Son ascension dans la Marine est fulgurante du fait de sa naissance et de ses protections familiales (son père étant maréchal de France). Il intègre celle-ci au grade de lieutenant général des armées navales et l'année suivante, en 1669, il est le premier à être promu au grade de vice-amiral du Ponant, puisque la fonction est instaurée à ce moment-là.
Cependant, cette nomination s'avère en apparence plutôt curieuse. Outre une incompétence maritime, comme beaucoup de hauts responsables de la marine à l'époque, d'Estrées était doté d'un caractère détestable qui lui aliénait les sympathies. Colbert remarquait lui-même que « sa manière de vivre avec tous les officiers, un peu trop sèche, ne lui concilie pas leur amitié ». Ce qui a pu faire écrire au capitaine-de-frégate Daveluy (futur contre-amiral), en 1909 : « Il ne faut pas connaître l’histoire maritime pour baptiser des bâtiments des noms de D’Estrées et de D’Estaing ». Le jugement est sévère, au regard des responsabilités et des réussites de D'Estrées, mais M. Daveluy devait penser, en écrivant cette phrase, exclusivement au père D'Estrées, Jean-II, car le fils, Victor-Marie d'Estrées (1660-1737), eut une vie exceptionnelle de qualités maritimes et servit sous les ordres de Duquesne et de Tourville. Le nom de D'Estrées correspond en effet non pas à un homme seul, mais à une famille de serviteurs de l’État français. 
Cependant, une raison claire pousse Louis-XIV et Colbert à nommer d'Estrées : cette décision fait partie d'une plan de réforme plus vaste destiné à attirer les personnages issues de la haute noblesse vers la Marine, domaine qui ne les attirait point.

### Premières expéditions navales
Sa première campagne en 1668 l'envoie aux Antilles, affronter les Anglais. Il fera cinq campagnes aux Indes occidentales et devient le meilleur spécialiste de la Royale des îles d'Amérique. D'Estrées prône une stratégie offensive animée par la volonté farouche de renverser la puissance coloniale hispano-hollandaise. Cet esprit offensif et aventureux lui vaut d'être sévèrement jugé par les officiers de la Royale, mais nullement par le roi qui le nomme vice-amiral en 1669.
Il affronte ensuite à la tête de six navires les corsaires en Méditerranée et sème la terreur à Salé (Maroc), ce qui conduit à signer la paix avec le dey d'Alger, puis avec Tunis en 1676.
Il réalise aussi des explorations de la côte d'Afrique pour Louis XIV, en vue de développer le trafic négrier.

### Guerre de Hollande

#### L'Europe
Durant la guerre de Hollande, il est promu au commandement en chef de l'escadre française, soit trente navires, qui combat aux côtés de la flotte anglaise. Sur le Saint Philippe, il participe à la bataille de Solebay le 6 juin 1672 et l'année suivante, sur la Reine, à la bataille de Walcheren (la première bataille de Schooneveld et la seconde bataille de Schooneveld, en juin 1673), et enfin la bataille de Texel (août 1673). Les résultats sont mitigés mais les Hollandais ne parviendront jamais à aborder sur les côtes françaises, sauf à Belle-Île et Noirmoutier en juin 1674, au cours d'une énorme opération dirigée par Cornelis Tromp impliquant 114 vaisseaux et tentant de rallier ainsi les bastions protestants du littoral ouest français : la nouvelle produit un effet terrible à Paris et la stratégie de d'Estrées à la fin de 1674 est jugée par certains partis inefficace, quand Abraham Duquesne, lui, était mobilisé en Méditerranée. Une enquête est diligentée par Seignelay. L'un de ses subordonnés, le marquis de Martel, mis en cause par d'Estrées, répond par une lettre vengeresse qu'il laisse publier en Angleterre. Cela lui vaut un séjour à la Bastille.
Selon d'autres témoins du temps, ses prouesses sont louées par l'amiral en chef des Provinces-Unies, Michiel de Ruyter.

#### Expéditions des Caraïbes

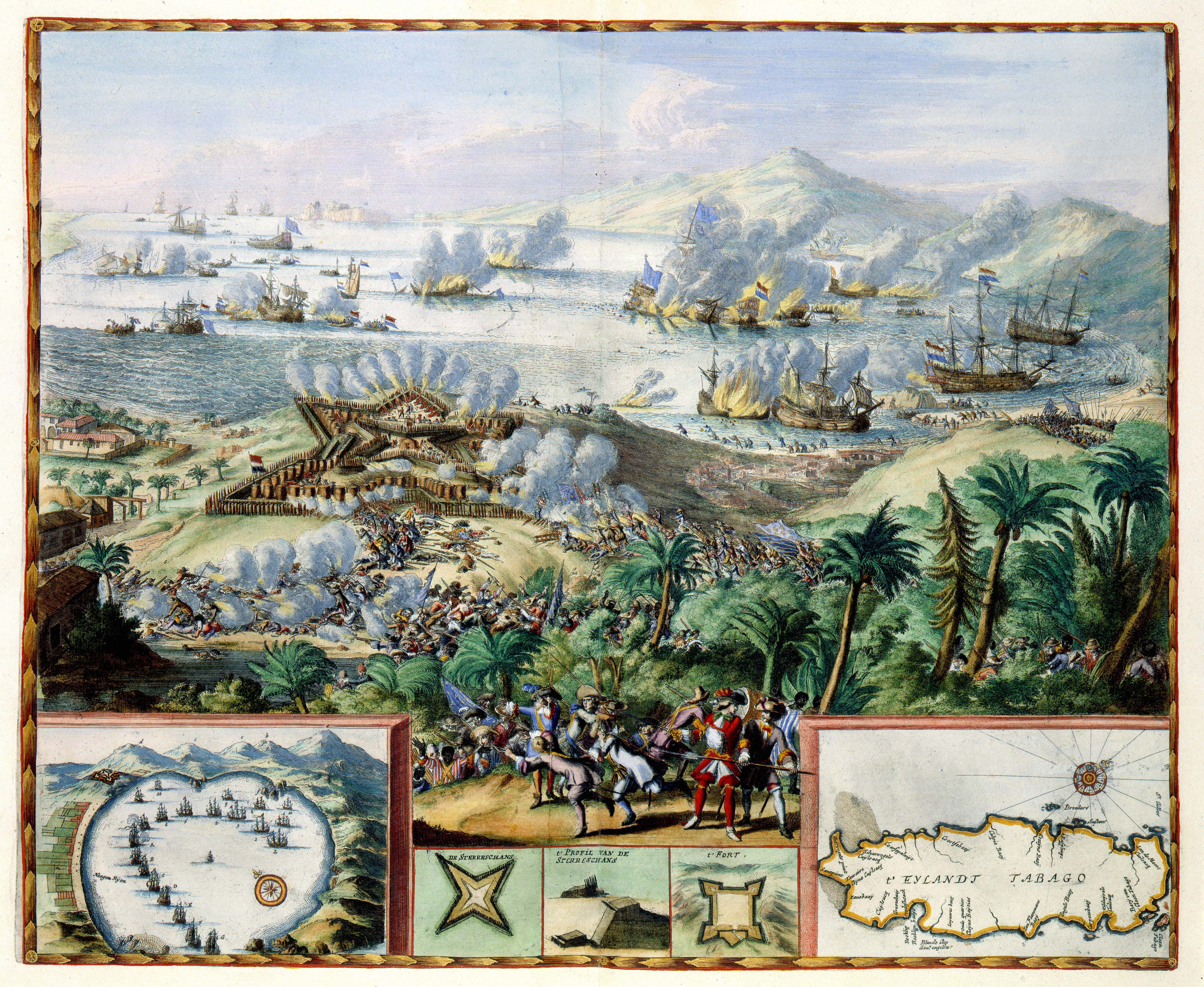
Première bataille de Tobago, 3 mars 1677 (gravure néerlandaise d'époque).

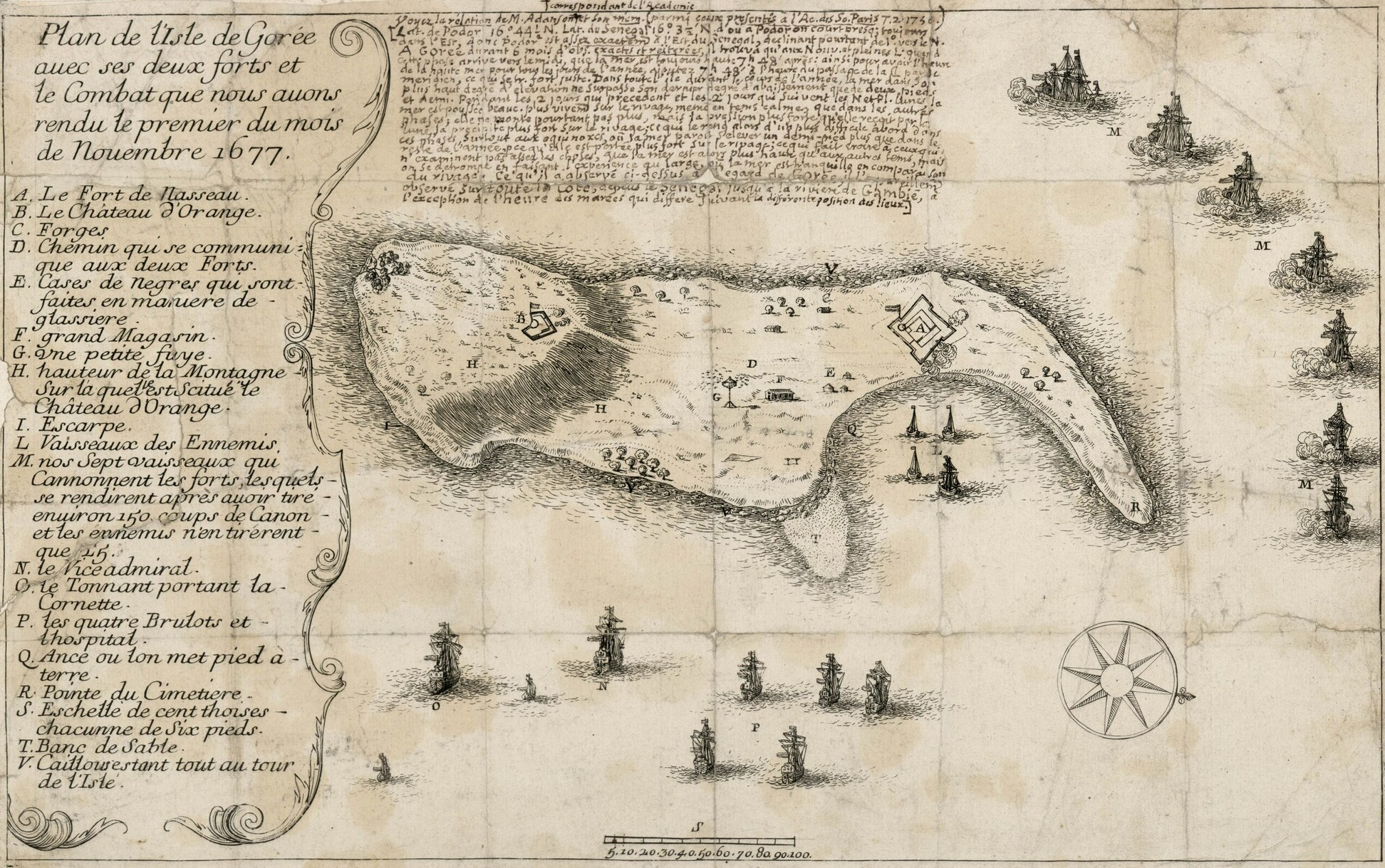
Plan de bataille de l'île de Gorée le 1er novembre 1677 (gravure d'époque).

Durant l'été 1676, d'Estrées, soutenu par Colbert, se rend auprès du roi et suggère d'urgence d'armer des navires contre les possessions hollandaises situées aux Indes occidentales. La flotte hollandaise commandée par Jacob Binckes avait pris Cayenne en mars 1676 et avait ensuite repris Tobago aux Anglais, puis continué sa route vers le nord, pillant les comptoirs français de Saint-Domingue et Marie-Galante au profit de Tobago, où étaient stationnés 200 soldats. En octobre, d'Estrées appareille depuis Brest avec quatre vaisseaux de cinquante canons et quatre frégates armées, comprenant 400 hommes. Les noms des navires sont le Glorieux, navire amiral, le Fendant, le Laurier, le Soleil d'Afrique, l'Intrépide commandé par Louis Gabaret, le Marquis, la Friponne et la Fée. Le 21 décembre, ils reprennent Cayenne, de nuit.
Le 20 février, depuis la Martinique, l'escadre française arrive au large de Tobago dans la baie de la Nouvelle-Walcheren où se tient, concentrée, celle des Hollandais. Grâce aux prisonniers faits à Cayenne, les Français sont informés des forces et faiblesses des ennemis. D'Estrées a l'idée de les attaquer à la fois par terre et par mer, puisqu'un certain nombre d'entre eux y sont occupés à construire un fort, mais ce plan échoue et provoque surtout la fuite des colons vers la mer où la plupart périrent. Le 3 mars a lieu la « bataille de Tabago », durant laquelle, l'attaque française bien que repoussée, permet d'affaiblir sensiblement les forces hollandaises, grâce à un incendie qui se propagea à tous les navires. Mais le Glorieux, l'Intrépide, le Précieux et le Laurier sont, dans la panique, perdus ou endommagés par le feu. Au bout de trois jours, les rescapés de l'escouade française gagnent la Grenade.
En juillet 1677, d'Estrées est revenu à Versailles puis réarme. Le 1er novembre, il parvient à s'emparer de l'île de Gorée, la reprenant à 250 Hollandais. Le 20 novembre, il est de nouveau prêt à attaquer Tobago, faisant d'abord escale à La Barbade où informé des positions hollandaises par les Anglais, le rejoint le comte de Blénac. Le 6 décembre, les troupes françaises descendent à terre, non loin du fort. Le 12, les échanges commencent, à coup de canons, et la poudrière du fort explose, tuant Jacob Binckes et ses officiers, ainsi que près de 250 soldats hollandais. Par la suite, la flotte ennemie est capturée, soit seize vaisseaux. Le 29 décembre, la capitulation du fort de Tobago est signée. Ces succès sont à donc à mettre au crédit de d'Estrées.
Cette campagne victorieuse est suivie par une catastrophe. Le 5 mai 1678, d'Estrées, ancré à Saint-Christophe, veut s'emparer de l'île hollandaise de Curaçao. Durant la préparation de l'attaque, il s'obstine à refuser de suivre les avis de ses officiers et pilotes qui connaissent mieux que lui la configuration et les dangers de ces eaux, et choisit un nouveau pilote qui ignore tout des lieux et est étranger au vaisseau. Cette décision, outre qu'elle vexe les officiers, provoque l'échouage de la plus grande partie de son escadre, soit 7 vaisseaux, 3 frégates et 7 navires auxiliaires, sur les récifs de l'archipel de Las Aves (îles des Oiseaux), lesquels n'étaient pas à l'époque marqués sur les cartes mais seulement connus comme zone périlleuse. Les marins sont pour la plupart néanmoins sauvés. Après avoir reçu une série de rapports sur l'incident, Colbert fait consigner d'Estrées en Nouvelle-France où il est chargé d'enquêter secrètement sur les agissements de l'Espagne, et ce, jusqu'à la paix.

### Fin de carrière
Louis XIV et Seignelay lui gardent toute leur confiance. Le 24 mai 1681, il est promu maréchal de France. Puis, en récompense de ses services de renseignements, il est élevé au titre honorifique de vice-roi d'Amérique.

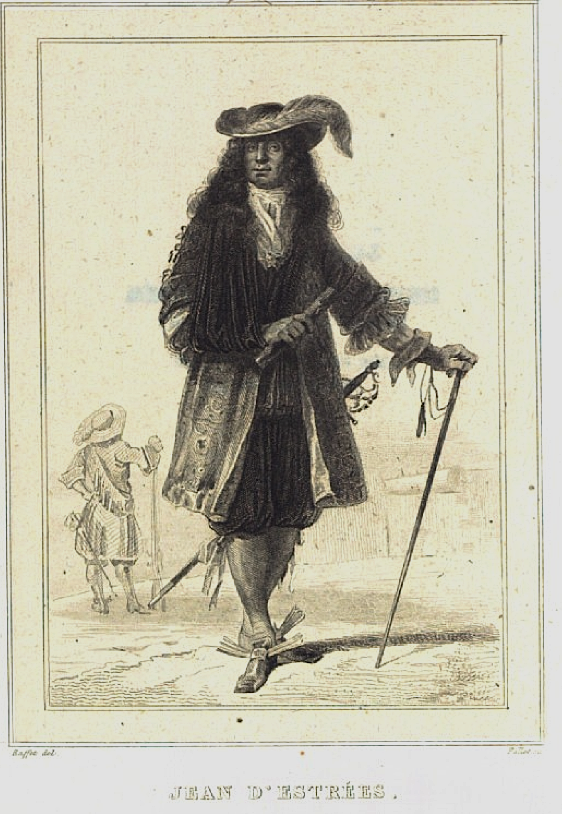
Jean II d'Estrées vu par Auguste Raffet (1835).

Entre avril et juillet 1685, prenant la suite d'Abraham Duquesne, il fait campagne contre les Barbaresques, se livrant au bombardement de Tripoli et obtenant du dey un traité de paix et d'énormes compensations financières (environ 350 000 livres). Il poursuit les années suivantes en baie d'Alger, ces « bombarderies » que stigmatisera Vauban, mais qui sont en réalité le résultat du non-respect des traités obtenus en 1683 qui enjoignaient à la France de réclamer que les corsaires cessent leurs pirateries.
En décembre 1688, il est nommé chevalier de l'ordre du Saint-Esprit.
Il est nommé gouverneur de Nantes et lieutenant général en Bretagne en 1701.
Il meurt à Paris le 19 mai 1707.
Le fort d'Estrée sur l'île de Gorée a été baptisé ainsi en 1856 en son hommage. Il est aujourd'hui le musée historique du Sénégal à Gorée.

## Mariage et descendance
Il épouse en 1658 Marie Marguerite Morin (morte en 1714). De cette union naissent :
- Victor Marie d'Estrées (1660-1737), cinquième duc d'Estrées en 1723 à la mort de son cousin Louis-Armand, fils de François-Annibal III, il fait également campagne dans la Royale et est également maréchal de France ;
- Jean III d'Estrées (mort en 1718), archevêque de Cambrai, membre de l'Académie française ;
- Jean-César d'Estrées (mort en 1671), mort jeune ;
- Marie-Anne d'Estrées (morte en 1723), religieuse à Notre-Dame de l'Assomption de Paris ;
- Marie-Anne-Catherine d'Estrées (1663-1741), elle épouse le 28 novembre 1691 Michel François Le Tellier (1663-1721), fils aîné du célèbre marquis de Louvois ;
- Élisabeth-Rosalie d'Estrées (vers 1672-1750), demoiselle de Tourpes, dame de Beaufort.